# Héctor Rubén Sosa
Héctor Rubén Sosa (Córdoba, Argentina, 12 de octubre de 1959), conocido como “Bochi” Sosa, es un entrenador de natación argentino, el primero de su país que ha recibido el título de Master A (2004) que otorga el Comité Olímpico Internacional a los entrenadores medallistas olímpicos.

## Trayectoria
Fue el entrenador de la medallista olímpica Georgina Bardach en su carrera deportiva que coronó con el bronce en los 400 metros combinados en los Juegos Olímpicos de Atenas 2004, después de 68 años sin medallas para su país en natación. De esta forma, esta se convirtió en la tercera medalla olímpica de la historia de Argentina en Natación, tras las medallas de Alberto Zorrilla (medalla de oro, 1928) y Jeannette Campbell (medalla de plata, 1936).
Entre algunos de los hitos de su carrera, se encuentran la conducción de la Selección Juvenil argentina de aguas abiertas en el Campeonato Sudamericano de Cali, Colombia (2017), la Selección Cordobesa de Natación y la dirección de la Selección de Natación de Ecuador.
Participó a su vez, como entrenador de la nadadora Delfina Dini, récord argentino de natación y ganadora de dos diplomas olímpicos, en los Juegos Olímpicos de la Juventud Buenos Aires 2018.
En el área de su formación académica, es licenciado en educación física egresado de la Universidad de Río Cuarto (2000), es profesor de educación física egresado del instituto de educación física de la provincia de Córdoba, Argentina (1981) y entrenador nacional de natación de la Universidad de Río Cuarto (1992).
Además del reconocimiento internacional como entrenador por el Comité Olímpico Internacional tras la medalla de bronce en Atenas, en el plano local, entre otros premios, ha recibido el Galardón Jerónimo Luis de Cabrera 2022, entregado por la Municipalidad de Córdoba, Argentina, por su labor en la conducción. En la actualidad, además de su labor de conducción, participa en la formación de profesores y entrenadores.